# Lacantunia enigmatica
Lacantunia enigmatica és una espècie de peix de la família Lacantuniidae i de l'ordre dels siluriformes.

## Morfologia
- Els mascles poden assolir 42,7 cm de longitud total i les femelles 40,6.[5]

## Alimentació
Menja peixos, crancs, gambes i llavors grans i dures.

## Hàbitat
És un peix d'aigua dolça i de clima tropical que viu fins als 18 m de fondària.

## Distribució geogràfica
Es troba a Mèxic.